# August Spies (anarchiste)
Pour les articles homonymes, voir Spies.

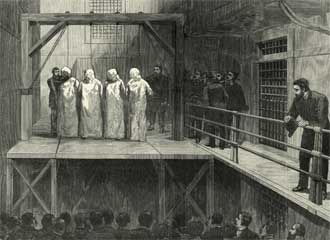
Le 11 novembre 1887, à Chicago, à 11h 30 dans la cour de la prison, exécution par pendaison des anarchistes August Spies, Albert Parsons, Adolph Fischer, George Engel.

August Spies (Schenklengsfeld (Électorat de Hesse) 10 décembre 1855 - Chicago, 11 novembre 1887) est un militant socialiste libertaire américain qui fut pendu pour des raisons douteuses à la suite de l'attentat à la bombe contre la police à Haymarket Square.

## Biographie

### Jeunesse
Élevé, à Kurbesse, par les maîtres de la maison où son père est employé forestier, il est envoyé plus tard à Cassel où il entre à Polytechnique afin de se préparer à une profession forestière. À seize ans, il est déjà géomètre et à dix-sept ans à peine, libre penseur. Passionné par les études, mais aussi par la lecture, il dévore les classiques allemands, Feuerbach, Kant, Molleschott, etc.
Son père meurt après sa seconde année d'études à Cassel, ce qui oblige Spies à interrompre sa formation. Il décide alors d’émigrer en Amérique où vivent des parents très aisés de sa mère. En 1872, il débarque à New York, et sur le conseil d’un oncle il se met à apprendre le métier de tapissier. À cette époque, Spies est encore un fervent admirateur de Bismarck et de l’empereur allemand. Du socialisme, il ne sait encore strictement rien. Après avoir appris son métier, il décide d’aller explorer l’Ouest, mais ne trouvant sur place aucun emploi dans sa profession, il se lance dans le commerce et gère une librairie.

### Militant socialiste puis anarchiste
En 1877, il adhère au mouvement ouvrier, après avoir lu une partie de la littérature socialiste. Membre de la section de Chicago de l'International Working People's Association, il est extrêmement actif durant la période électorale de 1878, quand le Dr Smith se présente comme candidat à l’intendance par les socialistes. Lui-même sera désigné de 1879 à 1881 pour la législation et autres fonctions politiques. En 1880, il accepte le poste d’administrateur de l’Arbeiter-Zeitung (Le Quotidien du travailleur), au bord de la faillite. Par son travail et ses compétences, il ramène le journal à la prospérité. La rédaction s’intéresse encore à l’agitation politique, mais lorsque s’effectue la scission entre la section socialiste et la tendance social-révolutionnaire, orientée par Johann Most, celle-là suit Spies.
Au Congrès des socialistes en 1882, à Pittsburgh, Spies défend la propagande sociale-révolutionnaire, déclarant que les travailleurs n’obtiendraient jamais leurs droits par la voie des urnes et des suffrages. Dès cette époque, il se considère comme anarchiste et se met à étudier Proudhon et Bakounine.

### Grèves de 1886
Le 1er mai 1886, plusieurs jours avant le rassemblement de Haymarket Square, Spies organise la marche des 80 000 ouvriers tout au long de Michigan Avenue, dans le cadre de la grève pour la revendication de la journée de huit heures. Spies est le premier orateur de la manifestation. La presse se montre particulièrement hostile aux grévistes ; le Chicago Mail réclame les têtes d'August Spies et d'Albert Parsons : « deux dangereux chenapans se promènent en liberté dans notre ville ; deux lâches qui ne songent qu'à semer le désordre sans prendre de risques personnels. Il faut prendre ces deux hommes et en faire un exemple »
Deux jours plus tard, lors d'un rassemblement de soutien aux ouvriers de l'entreprise McCormick lors de la grève des usines McCormick, la police intervient très durement, tuant quatre personnes et en blessant des dizaines d'autres. Spies organise en protestation un rassemblement dans Haymarket Square. Puis, alors que la foule commençait à quitter les lieux, un contingent de policiers chargea. À ce moment, une bombe dite artisanale explosa et provoqua une mêlée qui fit plusieurs morts, dont huit du côté policier.

### Procès
Il est déclaré coupable avec sept autres coaccusés, et pendu en 1887. Ce jour, le 11 novembre 1887, a été appelé le « Black Friday » (littéralement le « Vendredi noir »). Ses derniers mots ont inspiré nombre d’anarchistes :
"Le jour viendra où notre silence sera plus fort que les voix que vous étranglez aujourd’hui."
"En aucun cas je ne suis partisan des courtes révoltes qui sont dues aux conditions actuelles," déclare-il aussi en 1886, à l’époque de son procès, lors d’une entrevue en prison.
Des 12 jurés, aucun n'était ouvrier, 4 déclaraient haïr les radicaux et tous reconnurent ultérieurement être déjà convaincus de la culpabilité des accusés avant le début du procès. Le gouverneur de l'Illinois, John Peter Altgeld, indiquera à la suite de son enquête que « la plupart des preuves présentées devant le procès étaient des faux purs et simples » et que les témoignages avaient été extorqués à des hommes « terrorisés » que la police avait « menacé de tortures s'ils refusaient de signer ce qu'on leur dirait ». Il est réhabilité en 1893.

## Citations

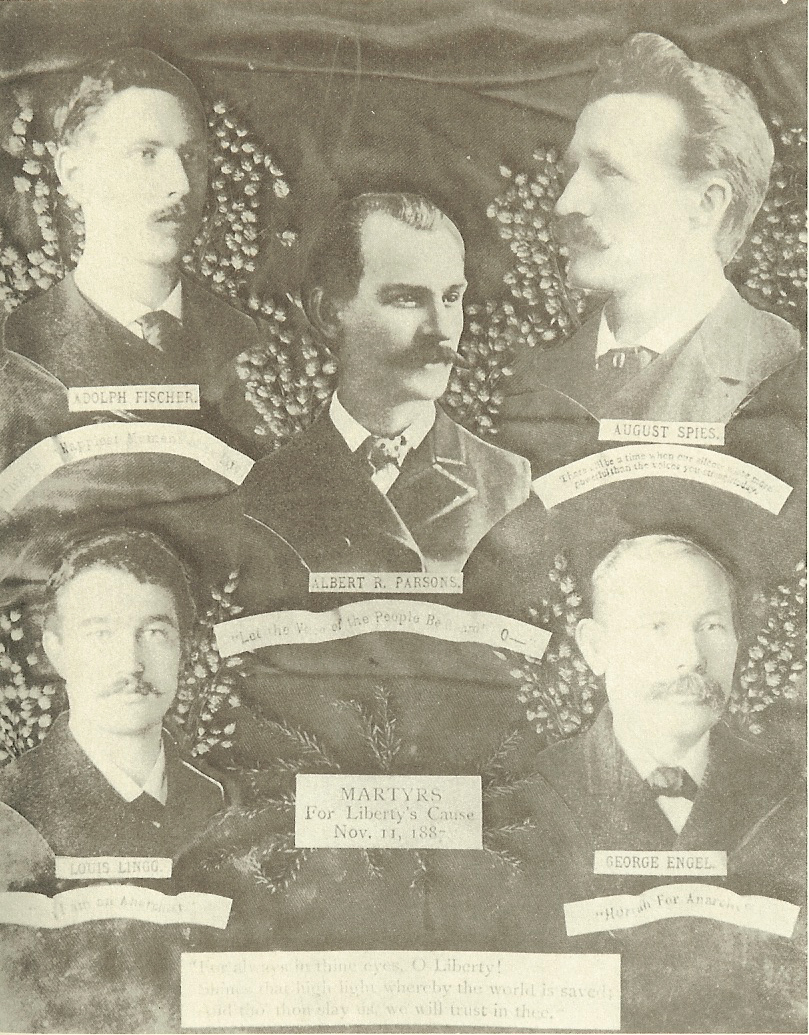
« The Haymarket Martyrs ».

Dans son autobiographie, publiée par Nina Van Zandt, on peut lire : « Ma philosophie a toujours été que le but de la vie soit seulement l’épanouissement de l’individu et l’application rationnelle de ce principe est la véritable moralité. Le socialisme peut être défini comme une science, comme une forme déterminée d’organisation sociale, tandis que l’anarchisme (la négation de l’autorité imposée) est le fil qui anime toutes les époques de l’évolution sociale et humaine ; c’est la lutte pour la souveraineté de l’individu. Bien que dans le concept général je sois anarchiste, je suis aussi pratiquement et spécifiquement socialiste. »
Voici d'autres pensées de Spies :
- « Non, je n’exige pas la terre entière, je veux que tous soient en possession de la terre. Y a-t-il là quelque chose de ridicule ? »[réf. nécessaire].
- « Le temps viendra où notre silence sera plus puissant que les voix que vous étranglez aujourd’hui »[2].

## Postérité
En 2017, des écrits d'August Spies ont été exposés, à l'occasion de la manifestation culturelle documenta 14, à la Neue Galerie, à Cassel.

## Publication
- August Spies, Oscar W Neebe, Michael Schwab, Adolf Fischer, Louis Lingg, The famous speeches of the eight Chicago anarchists in court : when asked if they had anything to say why sentence of death should not be passed on them October 7, 8, and 9, 1886, Chicago, Lucy E. Parsons, publisher, 1910, notice.

### Notices
- Notices d'autorité :   - VIAF
  - ISNI
  - BnF (données)
  - IdRef
  - LCCN
  - GND
  - CiNii
  - Belgique
  - Pays-Bas
  - Israël
  - NUKAT
  - WorldCat
- L'Éphéméride anarchiste : notice biographique.
- L'Éphéméride anarchiste : Massacre de Haymarket Square.
- L'Éphéméride anarchiste : La pendaison des anarchistes de Chicago.